# Stefanie Kolk
Stefanie Kolk (1986) is een Nederlands filmregisseur en scenarioschrijver.

## Biografie
Stefanie Kolk groeide op in Nijmegen. Ze studeerde biofysica en woonde twee jaar in Japan alvorens ze ging studeren aan de Nederlandse Filmacademie in Amsterdam. Haar afstudeerfilm, de korte film Clan werd in 2016 vertoond op het Internationaal filmfestival van Locarno evenals haar korte films Harbour (2017) en Eyes on the Road (2019). Haar eerste speelfilm Melk ging in première op het Filmfestival van Venetië 2023 in de Giornate degli Autori-sectie en ging op 4 april 2024 in première in de Nederlandse bioscopen. Tijdens het Nederlands Film Festival 2024 werd de film genomineerd voor vier Gouden Kalf-filmprijzen, waaronder die voor beste speelfilm.

## Filmografie
- 2023: Melk
- 2019: Eyes on the Road (korte film)
- 2017: Harbour (korte film)
- 2016: Clan (afstudeerfilm, korte film)

## Prijzen en nominaties
De belangrijkste:
| Jaar | Prijs       | Categorie                                 | Film | Uitslag       |
| ---- | ----------- | ----------------------------------------- | ---- | ------------- |
| 2024 | Gouden Kalf | Beste regie                               | Melk | In afwachting |
| 2024 | Gouden Kalf | Beste scenario (samen met Nena van Driel) | Melk | In afwachting |